# Catalanet (gelat)
El catalanet és un gelat fet a base de torró i ratafia. Són unes postres dolces típiques de Catalunya.
També pot dur un carquinyoli o una neula. Altres variants inclouen nous o vainilla i galeta.
Es desconeix l'origen del nom.